# Mark Džamastagič
Mark Džamastagič (1 de febrer de 1991) és un ciclista eslovè, professional des del 2010 al 2013, sempre militant a l'equip Sava.

## Palmarès
- 2013
  - 1r al Trofeu Ciutat de San Vendemiano
  - Vencedor d'una etapa al Roine-Alps Isera Tour